# Den afrikanska farmen
Den afrikanska farmen (engelsk originaltitel Out of Africa, dansk originaltitel Den afrikanske farm) är en självbiografisk roman av Karen Blixen (under pseudonymen Isak Dinesen). Romanen utgavs första gången på engelska 1937, men översattes av författaren själv och gavs ut samma år på danska. På svenska kom den ut på Bonnier 1937 i Artur Lundkvists översättning med titeln Afrikansk pastoral. När Lundkvist gjorde en ny översättning 1955 gavs den titeln Den afrikanska farmen på författaren Blixens begäran.
Boken filmatiserades 1985 som Mitt Afrika med bland andra Meryl Streep i en av huvudrollerna.

## Handling
Boken handlar om Karen Blixens 17 år i Kenya, dåvarande Brittiska Östafrika. Det är en lyrisk återberättelse av Blixens år på farmen och den tillhörande kaffeplantagen såväl som en hyllning till många av de personer hon stötte ihop med där. Den visar koloniallivet i Afrika under det brittiska imperiets sista år som stormakt.